# Јован Антић
Јован Антић (Београд, 20. јун 1930 — Београд, 5. јун 1994) био је српски филмски и позоришни глумац.
Завршио је пет разреда гимназије у Београду и 1949/50. радио као службеник у „Југословенској књизи“. Када је прешао у Нови Сад, завршио је Средњу позоришну школу 1953. и одмах потом био ангажован као глумац у СНП од 1. септембра 1953. до 1. септембра 1955, када је отишао у Београд у позориште „Бошко Буха“. У зрењанинском Народном позоришту „Тоша Јовановић“ био је члан у три наврата: 1963-1965, 1970/71. и од 1973. до 1975.
Одласком из Зрењанина запослио се у београдском Позоришту на Теразијама, где је дочекао и пензију.

## Филмографија
|           | 1960 | 1970 | 1980 | Укупно |
| --------- | ---- | ---- | ---- | ------ |
| ТВ филм   | 2    | 0    | 2    | 4      |
| ТВ серија | 2    | 0    | 1    | 3      |
| Укупно    | 4    | 0    | 3    | 7      |

| Год.     | Назив                              | Улога \|- style="background: Lavender; text-align:center; " | 1960.-те | 1960.-те | 1960.-те | 1960.-те |
| 1965.    | Акција инспектора Рукавине ТВ филм | /                                                           |          |          |          |          |
| 1967.    | Пробисвет (ТВ серија)              |                                                             |          |          |          |          |
| 1969.    | Рађање радног народа ТВ серија     | /                                                           |          |          |          |          |
| 1969.    | Пуслице са обрстом ТВ филм         | Војни лекар                                                 |          |          |          |          |
| 1980.-те |                                    |                                                             |          |          |          |          |
| 1980.    | Врућ ветар ТВ серија               | /                                                           |          |          |          |          |
| 1983.    | Љубавно писмо ТВ филм              | /                                                           |          |          |          |          |
| 1986.    | Вртешка ТВ филм                    | /                                                           |          |          |          |          |